# Korpus (technika)
Korpus – rodzaj obudowy maszyny albo urządzenia. Pełni funkcję szkieletu, aby zapewnić odpowiednią wytrzymałość oraz zawiera punkty zaczepienia i podparcia elementów konstrukcyjnych. Jego części mogą służyć jako zbiorniki; drąży się w nim także kanały przepływowe i w związku z tym może pełnić rolę także jako dyfuzor albo konfuzor. W wielu rozwiązaniach posiada króćce. Synonim korpusu to kadłub, ale nim nie jest, ponieważ części kadłuba nie spełniają niektórych zadań maszynowych jak dyfuzor; kanał przepływowy czy króciec. Jednak w niektórych wypadkach wygodniej używa się określenia kadłub.

## Konstrukcja
Korpus jest zazwyczaj metalowy, jeżeli nie ma przeciwwskazań konstrukcyjnych. Odlewa się go z żeliwa lub rzadziej ze staliwa. Może być też spawany z blach. Czasem wykonuje się go z tworzyw sztucznych bądź z ceramiki. Mimo iż wiele jego elementów / powierzchni pozostawia się bez obróbki jak w przypadku odlewania, to jednak wykonuje się na nim mnóstwo operacji obróbki skrawaniem, aby wykonać gwintowane otwory dla śrub, otwory dla wałów, wyżłobienia dla uszczelnień, kanały dla czynnika, mocowania fundamentów, itp... Z uwagi na stosowanie materiałów podatnych na korozję zazwyczaj jest malowany. Niektóre jego powierzchnie się metalizuje. Czasem od zewnątrz jest użebrowany, aby odprowadzać ciepło. Najczęściej bywa, że korpus jest najcięższą częścią maszyny.

## Od korpusów wymaga się
- Wytrzymałości strukturalnej na siły działające podczas pracy maszyny. Chodzi tu zarówno o wytrzymałość na obciążenia statyczne jak i dynamiczne, a także odporność na drgania. (Patrz: wytrzymałość materiałów)
- Odporności na temperatury. Gdy jest ona zbyt wysoka, nie tylko mogą ulec zniszczeniu jego powierzchnie, ale przede wszystkim dojdzie to obniżenia jego wytrzymałości. Ważna jest również rozszerzalność temperaturowa. Ma to znaczenie przykładowo dla korpusów urządzeń instalacji parowej.
- Odpowiedniej masy. Korpus wykonywany jest z odpowiednich materiałów, jeśli nie chcemy by był za ciężki. Ale niekiedy jednak chodzi o zachowanie dużego ciężaru w celu przeciwdziałania sił bezwładności działających na maszynę.
- Szczelności – ma tu znaczenie dokładność wykonania. Jeśli korpus jest dzielony na kilka części między jego powierzchnie wkładany jest jakiś element uszczelniający, aczkolwiek ważna jest precyzja wykonania.
- Bezpieczeństwa podczas pracy urządzenia oraz kiedy jest ono odłączone. W maszynach elektrycznych wymaga się uziemienia korpusu i jego zdolności do przewodzenia prądu elektrycznego. Oczywiście także musi osłaniać elementy ruchome swego wnętrza oraz być tak skonstruowany by nie powodował zagrożenia.

## Przykłady korpusów
- Korpus obrabiarki
- Korpus silnika – może pełnić także rolę odprowadzania ciepła
- Pancerz czołgu może być korpusem. Tu pojawia się sporna kwestia z określeniem kadłub: patrz wyżej.
- Korpus zaworu – istotna jest jakość wykonania kanału, przez który przepływa płyn.
- Korpus bomby